# Zhang Xuan

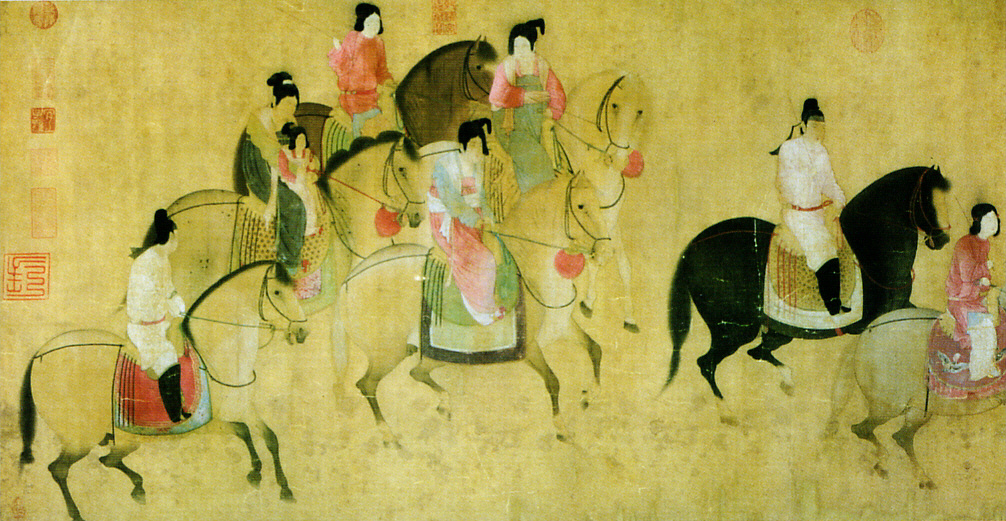
Lenteuitje van de hofdames (detail)

Zhang Xuan (張萱; 713-755) was een Chinees kunstschilder uit de Tang-periode.
Zhang vervaardigde een groot aantal kunstwerken in de gongbi-stijl die het leven aan het keizerlijke hof uitbeelden. Zo toont de handrol Lenteuitje van de hofdames (虢國夫人遊春圖) hoe een aantal hofdames een ritje te paard maakt. Het werk werd door veel latere meesters nagebootst, waaronder Li Gonglin (1049–1106) uit de Song-periode. Een van Zhangs bekendste werken is Hofdames verwerken pasgeweven zijde (搗練圖卷). Hiervan is slechts één kopie bewaard gebleven, die aan het begin van de 12e eeuw werd vervaardigd door keizer Song Huizong.
Chang had een grote invloed op zijn tijdgenoot Zhou Fang (ca. 730–800). De schildersstijlen van de twee komen zodanig overeen, dat hun werken meestal niet van elkaar zijn te onderscheiden.
- Library of Congress Control Number: n80054502
- Union List of Artist Names: 500328525
- Virtual International Authority File: 258021273